# Bakhtiyar Artayev
Bakhtiyar Artayev  (en kazakh : Бақтияр Кәріпұллаұлы Артаев, en russe : Бахтияр Карипуллаевич Артаев, transcription française : Bakhtiyar Karipullayevitch Artayev) est un boxeur kazakh né le 14 mars 1983 à Taraz.

## Carrière
Médaillé de bronze aux championnats du monde de Mianyang en 2005 et Chicago en 2007 dans la catégorie poids welters, il devient champion olympique aux Jeux d'Athènes en 2004 après sa victoire en finale contre le Cubain Lorenzo Aragon Armenteros.

## Parcours auxJeux olympiques
Jeux olympiques d'été de 2004 à Athènes (poids welters) :
- Bat Bertrand Tankeu (Cameroun) par arrêt de l'arbitre
- Bat Aliasker Bashirov (Turkménistan) aux points 33-23
- Bat Viktor Polyakov (Ukraine) par arrêt de l'arbitre au 3e round
- Bat Oleg Saitov (Russie) aux points 20-18
- Bat Lorenzo Aragon Armenteros (Cuba) aux points 36-26